# 调
由符合基本音阶的音程结构所构成的音列的音高位置，就叫作调。
调的命名建立在主音的基础上，如由7个自然音级从C开始按顺序排列的是就C调，将C调移高一个纯五度就是以G为主音的G调。将C调移低一个纯五度就是以F为主音的F调。
不同的调一般用乐谱开头谱号后标明的调号来区别，不同的调运用到音乐作品中的具体形式就是各种调式。
另有定义为：几个音按照一定的关系组成一个体系，并以某个音（主音）为中心，这个体系就叫调式。主要分为“大调式”和“小调式”。
- 主音：调式中最稳定的音，即调式中第I级音。
- 属音：调式的第V级音。
- 下属音：调式中第IV级音。
- 导音：调式中第VII级音。

7個音總共可以組成七種調式，例如以C大調的音為例：
Ionian（伊奥尼亚调式）
也称为自然大调，自然大调的 I 级音阶，由 C 大调的 C 进行到高八度的 C，构成音分别为：1 2 3 4 5 6 7 1（此構成音要以該音作為主音時的大調的音為準，例如當我們以E♭（降E）做為主音時，1指的就是E♭，2指的是F，3指的是G，而♭3指的則是G♭，4指的是A♭，♯4指的則是A，依此類推）
Dorian（多利亚调式）
自然大调的 II 级音阶，由 C 大调的 D 进行到高八度的 D，构成音分别为：1 2 ♭3 4 5 6 ♭7 1
Phrygian（弗里几亚调式）
自然大调的 III 级音阶，由 C 大调的 E 进行到高八度的 E，构成音分别为：1 ♭2 ♭3 4 5 ♭6 ♭7 1
Lydian（利底亚调式）
自然大调的 IV 级音阶，由 C 大调的 F 进行到高八度的 F，构成音分别为：1 2 3 ♯4 5 6 7 1
Mixo-lydian（混合利底亚调式）
自然大调的 V 级音阶，由 C 大调的 G 进行到高八度的 G，构成音分别为：1 2 3 4 5 6 ♭7 1
Aeolian（爱奥利亚调式）
也称为自然小调，自然大调的 VI 级音阶，由 C 大调的 A 进行到高八度的 A，构成音分别为：1 2 ♭3 4 5 ♭6 ♭7 1
Locrian（洛可里亚调式）
自然大调的 VII 级音阶，由 C 大调的 B 进行到高八度的 B，构成音分别为：1 ♭2 ♭3 4 ♭5 ♭6 ♭7 1
大调式（即為Ionian調式）：由七个音组成的一种调式，其中稳定音（I、III、V级）合起来组成一个大三和弦（主三和弦）。
小调式（即為Aeolian調式）：由七个音组成的一种调式，其中稳定音（I、III、V级）合起来组成一个小三和弦（主三和弦）。
- 一般来讲，C,C♯/D♭,D,D♯/E♭,E,F,F♯/G♭,G,G♯/A♭,A,A♯/B♭,B中的任何一个音都包括了兩个调：一个同名的大调以及这个大调的平行小调。（實際上包括了七個調，只是另外五個調比較不常用而已，尤其是Locrian，它幾乎只是理論上存在的一種調）

除此之外一个调中还能包括其他一些不常用的调式。比如中世纪欧洲的中古调式，以及其他各国的民族调式，如中国的传统五声调式。

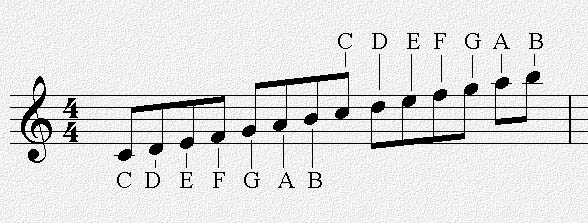
自然音级

## 调的五度循环
G调就是以G为主音，根据音程结构推算出G调的音阶结构是:G，A，B，C，D，E，♯F
也就是等于将C调的每一个音（C，D，E，F，G，A，B ）都提高纯五度的结果。这样的循环叫做调的五度循环。即：
- 从C调往上——G调——D调——A调——E调——B调——♯F调——♯C调，每产生一个新的调，调号中就增加一个升号(见变音记号)。
- 从C调往下——F调——♭B调——♭E调——♭A调——♭D调——♭G调——♭C调，每产生一个新的调，调号中就增加一个降号(见变音记号)。

主音上方的纯5度音，是调式音阶级数中的属音，因此将原调移高纯五度产生的新调称为原调的属调。主音下方的纯5度音，是调式音阶级数中的下属音，因此将原调移低纯五度产生的新调称为原调的下属调。属调和下属调的使用是音乐创作中调性使用的最基本的手法。

## 常用七大（小）調
常用七大調是指調號不超過三個升降號（包括無升降號）的七個大調，包括C大調、G大調、F大調、D大調、降B大調、A大調、降E大調。
常用七小調是常用七大調的關係小調，包括a小調、e小調、d小調、b小調、g小調、升f小調、c小調。

## 升种调和降种调
除了按自然音级排列的C调外，其他的调分为升种调和降种调两种。升种调就是包含了升音级的调；而降种调则是包含了降音级的调。
- 升种调及其调号
  - 　G調：升F
  - 　D調：升F、升C
  - 　A調：升F、升C、升G
  - 　E調：升F、升C、升G、升D
  - 　B調：升F、升C、升G、升D、升A
  - 升F調：升F、升C、升G、升D、升A、升E
  - 升C調：升F、升C、升G、升D、升A、升E、升B

- 降种调及其调号
  - 　F調：降B
  - 降B調：降B、降E
  - 降E調：降B、降E、降A
  - 降A調：降B、降E、降A、降D
  - 降D調：降B、降E、降A、降D、降G
  - 降G調：降B、降E、降A、降D、降G、降C
  - 降C調：降B、降E、降A、降D、降G、降C、降F

## 调号
用来区别不同的调的就是调号，即将乐谱中出现的构成某一调的变音记号记在乐谱的开头位置，从而省略乐谱中的这些变音记号。减低了乐谱的复杂程度，更易閲讀
同時，升降記號的位置亦有規定：順序如上所示，而
- 升F記於高音譜號第五線、低音譜號第四線
- 升C記於高音譜號第三間、低音譜號第二間
- 升G記於高音譜號上一間、低音譜號第四間
- 升D記於高音譜號第四線、低音譜號第三線
- 升A記於高音譜號第二間、低音譜號第一間
- 升E記於高音譜號第四間、低音譜號第三間
- 升B記於高音譜號第三線、低音譜號第二線

- 降B記於高音譜號第三線、低音譜號第二線
- 降E記於高音譜號第四間、低音譜號第三間
- 降A記於高音譜號第二間、低音譜號第一間
- 降D記於高音譜號第四線、低音譜號第三線
- 降G記於高音譜號第二線、低音譜號第一線
- 降C記於高音譜號第三間、低音譜號第二間
- 降F記於高音譜號第一間、低音譜號下一間

### 移调
当演唱声乐作品和演奏管乐器的时候，就会遇到移调的问题。见移调乐器。